# Acerobiella
Acerobiella is een geslacht van haften (Ephemeroptera) uit de familie Baetidae.

## Soorten
Het geslacht Acerobiella omvat de volgende soorten:
- Acerobiella alinae